# Tanacetum niveum
Tanacetum niveum — вид рослин з роду пижмо (Tanacetum) й родини айстрових (Asteraceae).

## Середовище проживання
Поширений на Кавказі (Росія, Азербайджан, Вірменія, Грузія).